# Dir en grey
Dir en grey je japonská kapela, která vznikla v roce 1997 v Ósace ze členů kapely La:sadie’s poté, co odešel Kisaki (basista) kvůli neshodám ohledně jejího hudebního stylu. Zbylí členové – Niikura Kaoru (vedoucí kytarista), Die (akustický kytarista, vlastním jménem Andou Daisuke), Kyo (zpěv, je i autorem textů písní Dir en grey, vlastním jménem Niimura Tooru), Terachi Shinya (bubeník) přibrali nového basistu jménem Toshiya (Hara Toshimasa).
23. června 2009 měla skupina premiéru i v Česku, konkrétně v pražském paláci Akropolis.

## Historie

### 1997–1999: Začátek kariéry
Většina členů pocházela z nezávislé kapely La:Sadie’s, která se však rozpadla a umožnila tak v únoru 1997 zrod nové kapely Dir en Grey. První EP Missa vydali pár měsíců poté. Kytarista Kaoru tvrdí, že jméno vybrali, protože znělo „drsně“ a je sestaveno ze slov z více jazyků, takže si k tomu lidi nepřiřadí žádný jiný význam. Poprvé upoutali pozornost v roce 1998, když se stále nezávisle produkovanými písněmi „Jealous“ a „-I´ll-“ dosáhli 10. příčky v Oricon Charts. Pět po sobě vydaných singlů, složených spoluzakladatelem X Japan Yoshikim, bylo vydáno v první polovině roku 1999, a následovalo první album Gauze. Jeden z propagačních živých koncertů byl časem vydán na VHS a DVD.

### 2000–2004: OdMacabrekVulgar
V roce 2000 byl vokalista Kyo hospitalizován s problémy se sluchem a několik koncertů z tour propagující nové album Macabre muselo být odloženo. Lidé se ale odřeklých koncertů dočkali krátce po vydání singlu „Ain´t Afraid to Die“ v dubnu 2001. V následujícím roce, spolu s novým albem Kisou, navštívili Dir en Grey poprvé cizinu, kdy se vydali na tour po Číně, Tchaj-wanu a Jižní Koreji. Zpět v Japonsku již poslední koncerty, které byly součástí „Rettou Gekishin Angya tour“, propagovaly druhé EP Six Ugly. V létě 2003 vystoupili Dir en Grey v Akasaka Blitz v jednom týdnu na pěti večerních koncertech, každý (kromě prvního) s písněmi z jiného alba. Výběr písní z této akce byl shrnut do alba Vulgar. DVD titul s názvem Blitz 5 Days byl poté vydán speciálně pro členy oficiálního fanklubu, A Knot.

### 2005–2006: Koncertování mimo Asii
Roku 2005 vystoupili Dir en Grey poprvé v Evropě. Jejich koncerty v Berlíně a Paříži byly vyprodané bez jakékoliv reklamy.[zdroj?] Vystupovali také na dvou významných festivalech, Rock am Ring a Rock in Park. Objevili se také na japonské odnoži „Taste of Chaos“ tour. V roce 2005 se také objevil první oficiální evropský release v podobě alba Withering to Death. Jejich hudba byla předtím v Evropě k dispozici jen přes internet. Album také získalo skupině první umístění v hitparádách mimo Asii, když se s albem umístili na 31. místě ve Finsku a ve stejné zemi také na 15. místě se singlem „Clever Sleazoid“. Pár písní bylo také zahrnuto do soundtracku k filmu Death Trance. Na začátku roku 2006 se podívali i do USA. Vystoupili v Austinu, Texasu, New York City a v Los Angeles, Kalifornii. Následoval severoamerický release alba Whitering to Death. Všechny koncerty byly opět vyprodané v pár dnech. Po dalších koncertech v Německu byl Kyo hospitalizován znovu, tentokrát kvůli problémům s hlasivkami. Přestože dva japonské koncerty musely být odloženy, kapela se nakonec zúčastnila „Family Values Tour“ skupiny Korn. V říjnu byla kapela zpět v Japonsku a vystupovala na Loudpark Festivalu po boku skupin jako Megadeth, Slayer a Children of Bodom. V prosinci dosáhl videoklip písně „Saku“ ocenění pořadu Headbanger’s Ball televize MTV2 za video roku.

### 2007:The Marrow of a Bone
Mezi 1. a 25. únorem jela kapela na první tour po Severní Americe, kdy navštívila sedmnáct měst. Sedmé album The Marrow of a Bone vydali 7. února v Japonsku, v USA a Evropě v příštích měsících. Roku 2007 vyrazili na „Deftones tour“ po Evropě a USA, které obsáhlo i jejich debutové vystoupení v Dánsku, Finsku, Polsku, Švédsku a Velké Británii a navíc vystoupení na evropských festivalech jako Ankkarock, M´era Luna Festival a Wacken Open Air. Krátce poté zahájila kapela japonské tour „Dozing Green“. K oslavě svého desátého výročí 19. prosince 2007 vydali dvě best of alba s názvy Decade 1998-2002 a Decade 2003-2007.

## Diskografie

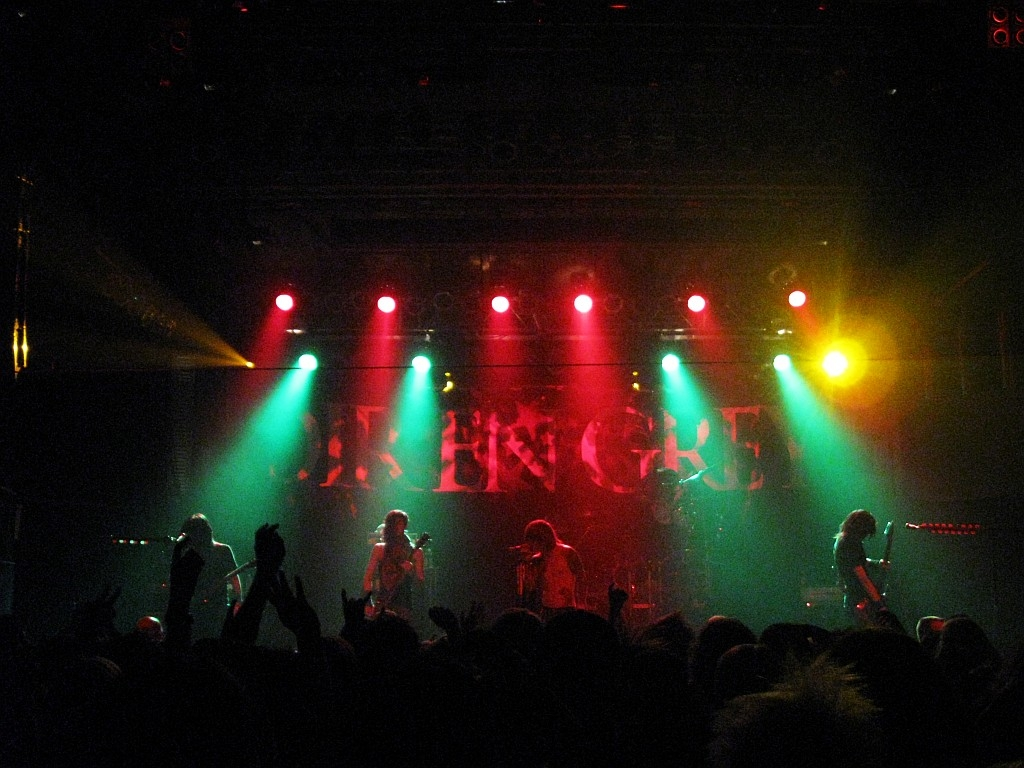
Dir En Grey v roce 2009

Studiová alba
- Gauze (červenec 1999)
- Macabre (září 2000)
- Kisou (leden 2002)
- Withering to Death (březen 2005)
- The Marrow of a Bone (únor 2007)
- Uroboros (listopad 2008)
- Dum Spiro Spero (srpen 2011)
- Arche (prosinec 2014)
- The Insulated World (září 2018)
- Phalaris (červen 2022)